# В полоні Білої вежі
«В полоні Білої вежі» — інтернет-сингл київського гурту «Біла Вежа».

## Треки
1. «Без зброї»
2. «Те, що бачиш ти»
3. «Біла вежа»